# ویتالی برزوفسکی
ویتالی برزوفسکی (اوکراینی: Віталій Олександрович Березовський؛ زادهٔ ۱۱ آوریل ۱۹۸۴) بازیکن فوتبال اهل اوکراین است.
از باشگاه‌هایی که در آن بازی کرده‌است می‌توان به باشگاه فوتبال شریف تیراسپول، باشگاه فوتبال ونتسپیلس، باشگاه فوتبال چورنومورتس اودسا، و باشگاه فوتبال داینامو برست اشاره کرد.